# Sziad Barre
Sziad Barre (Shilavo, 1919. október 6. – Lagos, 1995. január 2.) szomáliai vezérőrnagy, kommunista politikus, 1969 és 1991 között a kommunista Szomália elnöke.
Az Etiópiához tartozó Ogadenban született egy nomád családban a kis Marchan klánból, ami a Daarood kláncsoport tagja volt. A szomáliai rendőrséghez csatlakozott, miután  a britek átvették az ország irányítását 1941-ben. Amikor Szomália újra olasz fennhatóság alá került 1950-ben, Barre egy katonai akadémiára ment Olaszországba.
Csatlakozott a szomáliai Nemzeti Hadsereghez annak megalakulásakor (1960). Hatalomátvétel után (1969. október 22.) a Legfelsőbb Forradalmi Tanács fejének tette meg magát, személyi kultuszt hozott létre és új ideológia szerint „uralkodott”, amit „tudományos szocializmusnak” neveznek. Megerősítette a kapcsolatot a Szovjetunióval és megszüntette a klánok jogait (miközben a vidéki rendfenntartáshoz őket használta), az iskolákban bevezette a latin ábécét. Később szorosabb kapcsolatot alakított ki a Szovjetunióval és az USA-val, hogy humanitárius segélyt kapjon.
Diktatórikusan uralta az országot 1969 októberétől egy puccs után egészen 1991 januárjáig, a szomáliai polgárháború végéig, amikor is megbuktatták. Uralma alatt belső ellenségeinek megosztására az „oszd meg és uralkodj” elvet használta. Igyekezett kiélezni a különböző klánok, törzsek és nemzetiségek közti konfliktusokat.
Az 1990-es polgárháborús harcokban Barre ígéretet tett új reformok bevezetésére, például a szabad választásokra. 1991-ben posztjának elhagyására kényszerült, majd 1992-ben Nigériába menekült. Ott halt meg 1995-ben.
Megosztó politikája tehető nagyban felelőssé azért, hogy Szomália 1991 óta de facto egységes országként nem létezik. A központi kormány nem tudja a rendet fenntartani, minden területet vagy az adott klánok uralnak, vagy több klán külön államot hozott létre, amelyeket ugyan nem ismernek el nemzetközileg. Bár egyes korábban elszakadt szeparatista államalakulatok, mint Puntföld és Dzsubaföld hajlanak a megegyezésre, de ez a gyakorlatban mégsem kíván érvényesülni. Szomáliföld ellenben továbbra is függetlenségre törekszik, s jelenleg ez az egyetlen terület Szomáliában, ahol stabilitás jellemző.
Sziad Barre rezsimje a felelős az 1987 és 1989 között Szomáliföldön, az Isaaq klán ellen elkövetett népirtásért, amelynek közel 100-200 ezer halottja lehetett.